# Маслов Кузьма Олександрович
Кузьма (Козьма) Олександрович Маслов (1890, місто Харків — 1954) — український радянський діяч, залізничник, голова Всеукраїнського комітету профспілки залізничників. Член ВУЦВК. Член ЦК КП(б)У в листопаді 1927 — червні 1930 року. 

## Біографія
Народився в Харкові в родині коваля. Закінчив двокласне училище, а згодом і Харківське міське ремісниче училище.
Почав працювати в паровозному депо станції Білопілля, а з 1909 року — в паровозному депо станції Харків. З 1911 року долучився до революційної роботи. З початку Першої світової війни в 1914 році був відправлений на Західний фронт, потім працював у депо міста Чернівці.
Після Лютневої революції 1917 року брав активну участь в робітничому русі. У квітні 1917 року обраний дорожнім з'їздом делегатом на Всеросійський Установчий залізничний з'їзд. У вересні 1917 року повернувся до Харкова на роботу в паровозне депо.
Член РКП(б) з 1919 року.
З 1919 року — на відповідальній профспілковій роботі на залізниці в Харкові: в 1919 році обраний головою Харківського учкпрофсожу, у 1920 році — головою Харківського райпрофсожу.
З березня 1921 по жовтень 1926 року — голова профспілки (дорпрофсожу) Південної залізниці в Харкові.
У жовтні 1926 — 1928 року — голова Всеукраїнського комітету профспілки залізничників.  
З 1928 року — на відповідальній господарській роботі в центральному апараті Народного комісаріату шляхів сполучення СРСР, в управлінні Московсько-Курської та Південно-Уральської залізниць. До 1937 року — заступник начальника Південно-Уральської залізниці.
У 1937 р. виключений з партії. До 1938 року працював помічником начальника по адміністративно-господарській частині Центральної клінічної лікарні імені Семашка в Москві.
У 1938 році заарештований органами НКВС. Деякий час перебував у в'язниці. У 1940 році поновлений у партії, працював на рядових посадах.